# 人民幣國債
人民幣國債是指以人民幣計價的國家債券。在一般情況下，人民幣國債是指由中華人民共和國財政部發行的國家債券。然而，在一些特殊情況下，人民幣國債亦可指由其他國家政府發行的人民幣債券，例如英國政府曾於2014年發行以人民幣計價的國債。

## 在香港及澳門的發行情況
2009年，中華人民共和國財政部首次在香港發行人民幣國債，這亦是中央政府首次於內地以外地區發行國債。其後財政部亦多次在香港發行人民幣國債。
2019年，財政部首次在澳門發行人民幣國債，規模為20億元人民幣。

## 流通情況
2017年7月3日，中國國務院總理李克強宣佈推出債券通，香港及境外機構投資者可以透過「北向通」投資中國內地債券。港交所主席李小加表示冀望人民幣國債將來能成為高流動性的資產。

## 國際認可
- 由2019年4月起，彭博將人民幣國債納入巴克萊全球綜合指數[7]。根據中央國債登記結算有限責任公司，截至2019年6月，境外機構持有的人民幣國債達1兆6,452億3,800萬元人民幣[8]。
- 2020年2月起中國國債正式納入摩根大通債券指數。[9][10]